# Rừng Niepołomice

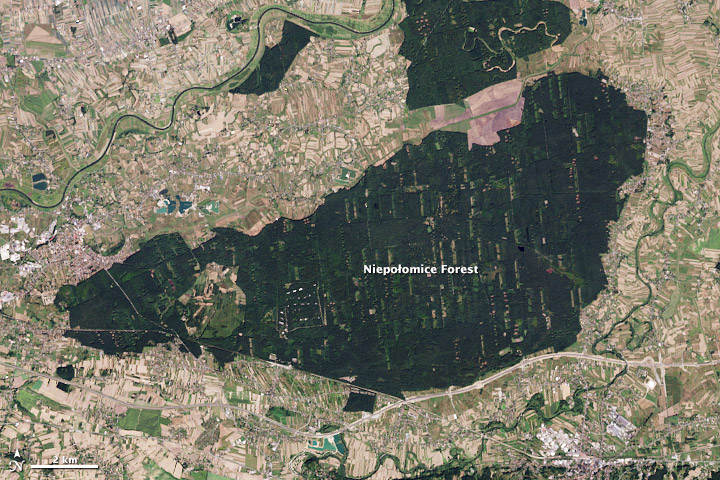
Từ những năm 1200, nó đã trở thành một khu rừng được sử dụng và bảo vệ đặc biệt ở Ba Lan. Trong hướng nhìn này từ không gian, màu sắc khác nhau có thể chỉ ra các chức năng khác nhau.

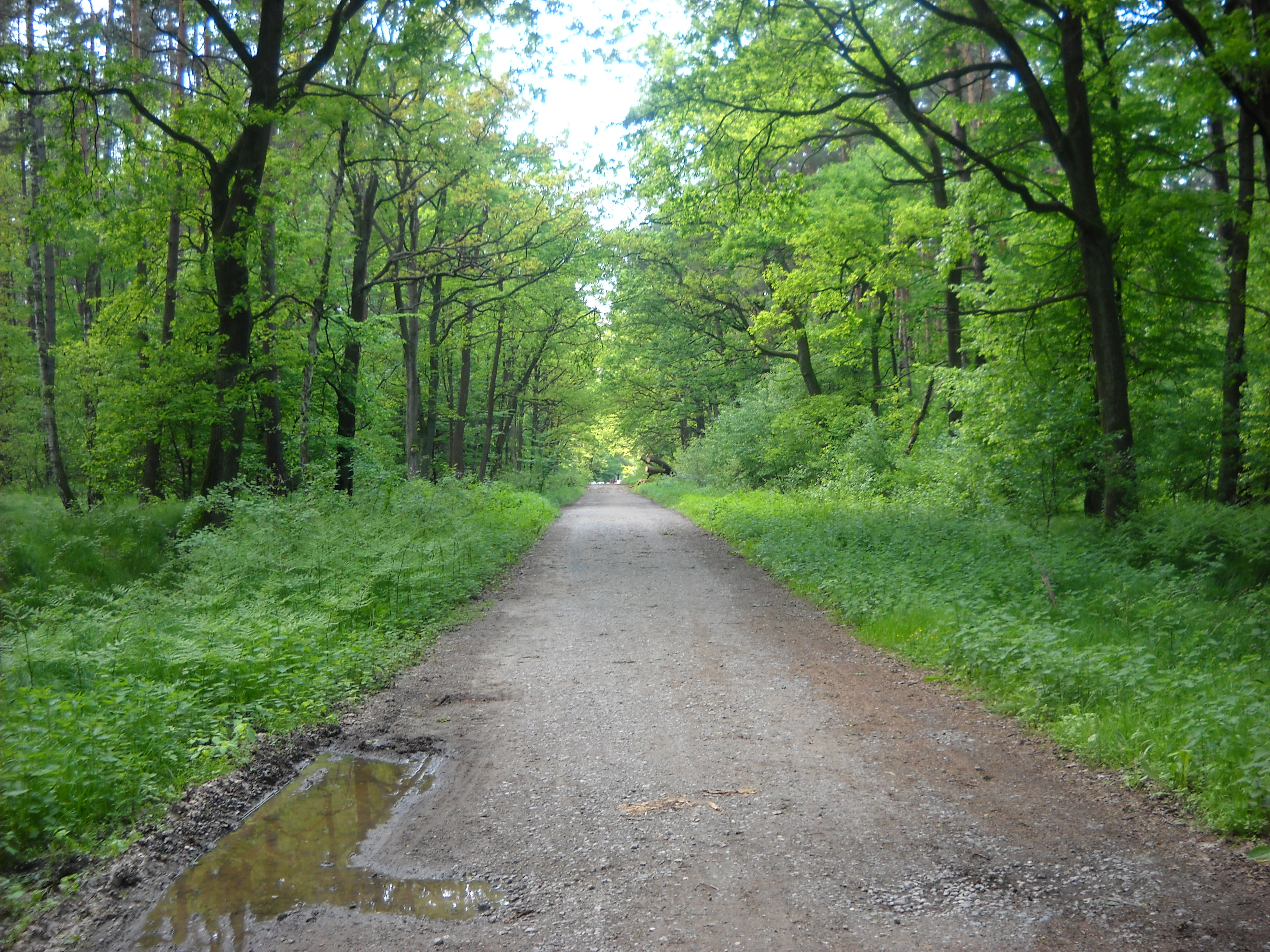
Đường hỗ trợ rừng Niepolomice vào tháng 5 năm 2010

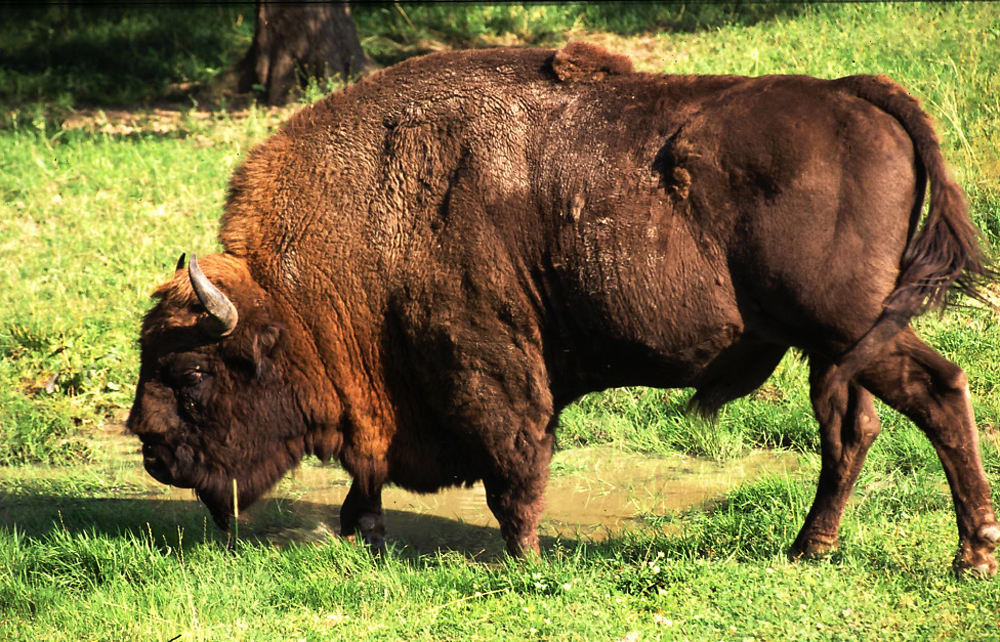
Bò Bison Ba Lan (Żubr)

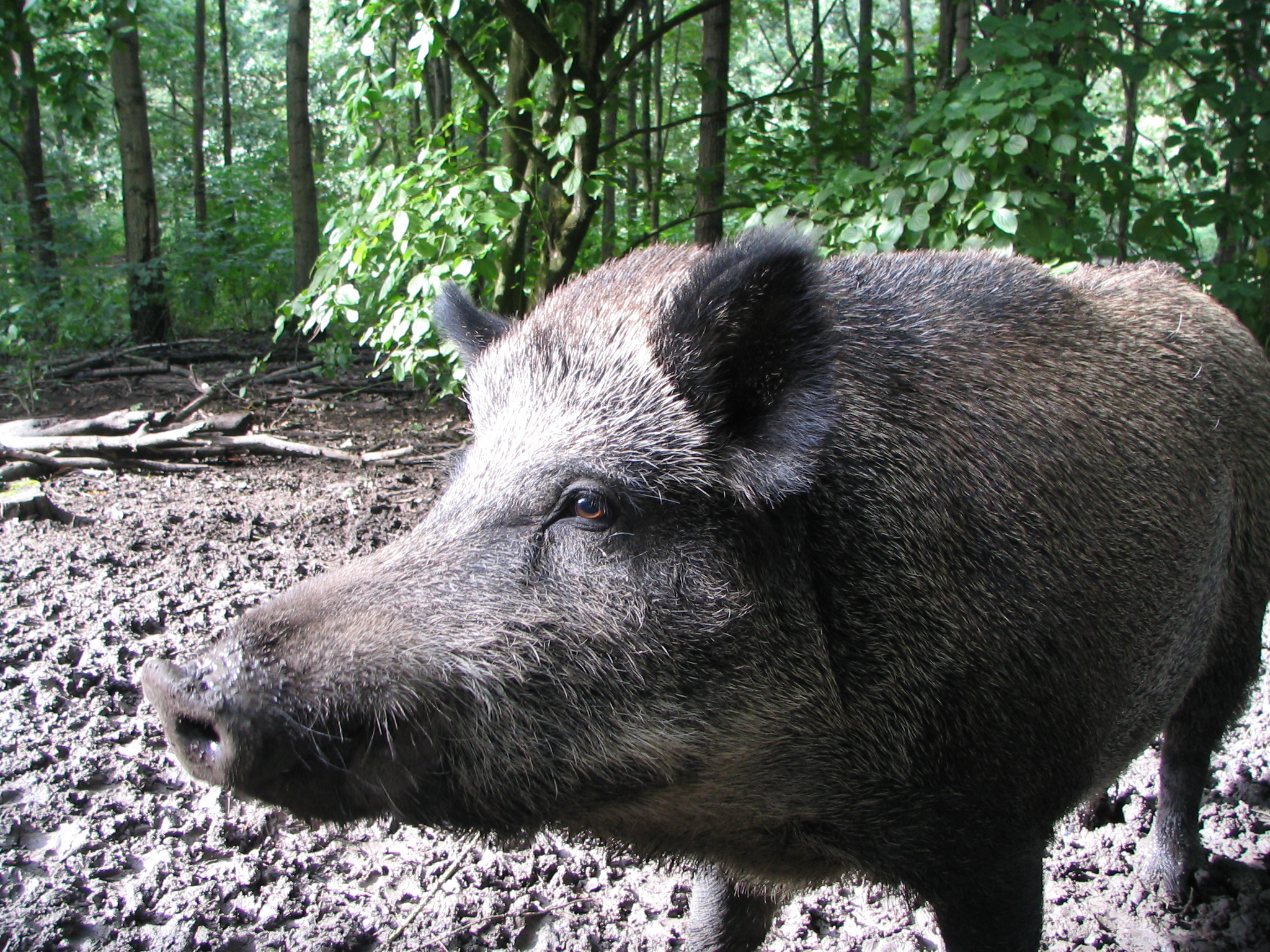
Lợn rừng (Dzik)

Rừng Niepołomice (tiếng Ba Lan: Puszcza Niepołomicka) là một quần thể rừng lớn ở phía tây của lưu vực Sandomierz, khoảng 20 km về phía đông của Kraków (giữa). Nó được tạo thành từ một vài khu vực được bảo vệ được sử dụng để tạo thành một khu rừng nguyên sinh duy nhất. Rừng Niepołomice chiếm một khu vực giữa sông Vistula và Raba. Khu phức hợp chính bao gồm khoảng 110 km2 (42 dặm vuông Anh). Nó nằm giữa các thị trấn Niepołomice, Baczków, Krzyżanowice và Mikluszowice.
Cái tên Niepołomice bắt nguồn từ tiếng Ba Lan cổ từ niepołomny có nghĩa là "không thể vượt qua", hoặc "không thể phá hủy" hoặc chinh phục.

## Miêu tả
Khu rừng bao gồm sáu khu bảo tồn thiên nhiên với tổng diện tích 94,43 ha. Khu bảo tồn lớn nhất có tên là Gibiel (29,79 ha), bao phủ khu vực có hệ động thực vật đa dạng nhất, gồm 175 loài chim cũng như bò rừng châu Âu, hươu, lợn rừng, sói xám, mèo lynx và mèo rừng. Khu bảo tồn tiếp theo có tên Lipówka (25,73 ha) có các di tích thiên nhiên 200 năm tuổi, chủ yếu là cây chanh, cây sồi và cây sừng. Khu bảo tồn Długosz Królewski nhỏ hơn một chút, với diện tích 24,14 ha (không xa làng Stanisławice) được thành lập để bảo vệ một loài dương xỉ có hoa quý hiếm có tên Osmunda regalis (tiếng Ba Lan: Długosz Królewski). Khu bảo tồn có tên Dbina (12,66 ha) được thiết lập để bảo tồn các cây sồi cổ thụ. Khu bảo tồn Koło, với diện tích nhỏ hơn 3,49 ha bao gồm những cây chanh và cây sừng già. Khu bảo tồn có tên Wiślisko Kobyle (6,67 ha) được dành để xây dựng nhà máy nước. Ở trung tâm của Rừng Niepołomice là khu vực được bảo vệ nhiều nhất loài bò bison Ba Lan (Żubr), động vật lớn trên cạn còn sống sót ở châu Âu.

## Lịch sử
Vì gần với Kraków, sau đó là thủ đô của Ba Lan, rừng Niepołomice là nơi săn bắn phổ biến nhất của hoàng gia Ba Lan bắt đầu từ thế kỷ 13. Trong vùng lân cận, Vua Casimir III Đại đế đã cho xây dựng Lâu đài săn bắn Hoàng gia, sau đó được xây dựng lại bởi Zygmunt I của Ba Lan và được trang bị các khu vườn của Nữ hoàng Bona Sforza. Sự đề cập chính thức đầu tiên về Rừng Niepołomice xuất phát từ một tài liệu viết năm 1242, gọi đó là "Kłaj". Năm 1393, khu rừng được đặt tên là Niepołomice (Las Niepołomicki), và vào năm 1441 trở về tên hiện tại. Trong toàn bộ lịch sử của nó, khu rừng thuộc sở hữu của nhà nước - bởi các vị vua Ba Lan trong khoảng thế kỷ 13 và 18 cho đến khi các phân vùng quân sự của Ba Lan, và sau khi giải phóng, bởi nhà nước có chủ quyền của Ba Lan.

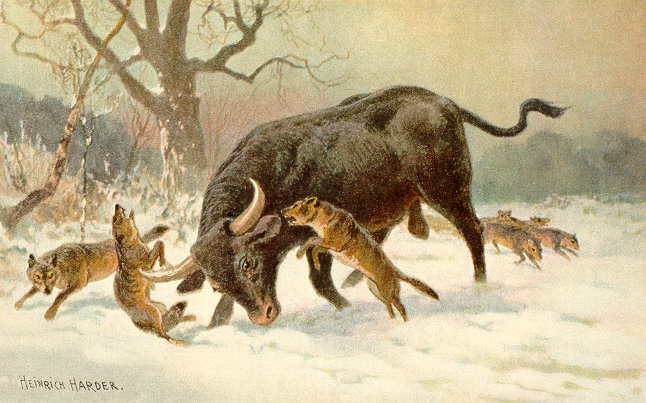
Aurochs bị sói tấn công, vẽ bởi H. Harder

Con đường đầu tiên xuyên qua khu rừng được gọi là Con đường Hoàng gia (xem thêm: Con đường Hoàng gia Kraków chấm dứt tại Lâu đài Wawel ở trung tâm thành phố). Nó được du hành bởi các vị vua nổi tiếng của Ba Lan để săn gấu, bò rừng châu Âu (tuyệt chủng từ năm 1627, trong hình), khôn ngoan và các trò chơi lớn khác. Rừng là một nguồn nguyên liệu xây dựng gỗ lớn. Nó được chăm sóc bởi những người đi rừng và tổ chức Master of the Royal Hunt.
Trong các phân vùng quân sự của Ba Lan, từ năm 1795 trở đi, Đế quốc Áo-Hung (kiểm soát tỉnh này trong hơn một thế kỷ) đã phá hủy hầu hết các khu rừng già và trồng lại khu vực đó bằng những cây thông phát triển nhanh có ý nghĩa thương mại. Thậm chí phá hủy triệt để những gì còn sót lại của Rừng Niepołomice đã xảy ra trong thời Đức Quốc xã chiếm đóng Ba Lan giữa năm 1939-1945. Những cái cây bị chặt phá bừa bãi và được chuyển đến các căn cứ quân sự và mặt trận chiến đấu trên khắp châu Âu. Tội ác chiến tranh đã được phát xít trong khu vực bởi Đức quốc xã, người Ba Lan và người Do Thái từ các thị trấn lân cận Bochnia và Niepołomice đã bị sát hại sâu trong rừng. Có rất nhiều ngôi mộ tập thể trong rừng, bao gồm cả những người lính Ba Lan thuộc Trung đoàn Bộ binh 156, bị giết vào ngày 9 tháng 9 năm 1939, cũng như những người lính địa phương đã chết trước khi Thế chiến II kết thúc. Vào ngày 11 tháng 12 năm 1942, trong số 40 con tin bị xử tử có tổng thống Kraków, Tiến sĩ Stanisław Klimecki.
Hiện nay, rừng được duy trì và bảo tồn theo thông lệ lâm nghiệp hiện đại. Cây cổ thụ thực sự nói chung là rất hiếm. Chương trình tái thiết bắt đầu ở Ba Lan sau chiến tranh vào khoảng giữa thế kỷ 20, bao gồm cả việc phục hồi các loài thực vật bản địa ở các khu vực rút ra.

## Du lịch
Khu rừng nằm ngang qua một vài con đường mòn đi bộ bao gồm 7 đường mòn xe đạp và 4 đường mới mở. Tất cả các con đường mòn được thiết kế và duy trì bởi Thanh tra Lâm nghiệp Niepołomice.